# Wojciech Witczak
Wojtek „Lajan” Witczak (ur. 1 sierpnia 1981 w Olsztynie) – polski muzyk, gitarzysta basowy zespołu Afromental, kompozytor, producent muzyczny i multiinstrumentalista. Członek Akademii Fonograficznej ZPAV.

## Życiorys
Absolwent Państwowej Szkoły Muzycznej I i II stopnia im. Fryderyka Chopina w Olsztynie, Student Akademii Muzycznej w Łodzi (skrzypce) oraz Studium Jazzu na ul. Bednarskiej w Warszawie (kontrabas). Członek grupy producenckiej Rutz.INC; współzałożyciel studia nagraniowego „Make some Noize Studio”. Od samego początku istnienia zespołu jest basistą w Afromental. Współpracował z taki artystami jak m.in.: Tede i Sir Mich, DrySkull, Kuba Knap, Blog 27, WieRni.